# Guillaume Lacour
Guillaume Lacour (født 2. august 1980 i Courbevoie, Frankrig) er en fransk tidligere fodboldspiller (defensiv midtbane).
Lacour tilbragte hele sin 14 år lange karriere i hjemlandet, hvor han repræsenterede Strasbourg, Évian og Troyes. Hos Strasbourg var han med til at vinde pokalturneringen Coupe de la Ligue i 2005, og spillede hele kampen i finalesejren over Caen.

## Titler
Coupe de la Ligue
- 2005 med Strasbourg